# Triệu Sơn, Triệu Phong
Triệu Sơn là một xã thuộc huyện Triệu Phong, tỉnh Quảng Trị, Việt Nam.

## Địa lý
Xã Triệu Sơn có diện tích là 2,58 km², dân số năm 2016 là 3.500 người, mật độ dân số đạt 1.357 người/km².

## Hành chính
Xã Triệu Sơn được chia thành 4 thôn: Đồng Văn, Linh Chiểu, Phương An, Thượng Phú Phường.